# Tara Sutaria
Tara Sutaria (Bombay, 19 november 1995) is een Indiaas actrice die voornamelijk in Hindi films speelt, zangeres en danseres

## Biografie
Sutaria is opgeleid in klassiek ballet, moderne dans en Latijns-Amerikaanse dansen, ze volgde opleidingen aan de School of Classical Ballet and Western Dance in Mumbai, en in Londen aan de Royal Academy of Dance en Imperial Society for Teachers of Dancing. Ook is ze een professionele zangeres sinds ze zeven jaar oud was, ze zong in opera's, nam deel aan wedstrijden en gaf internationaal solo concerten.
Ze verscheen in 2010 op Disney Channel India als videojockey in Big Bada Boom, en vanaf 2012 in verschillende sitcoms als The Suite Life of Karan & Kabir en Oye Jassie. Sutaria was een van de twee actrices die werden geselecteerd voor de rol van Prinses Jasmine in de Amerikaanse film Aladdin (2019), maar verloor de rol aan Naomi Scott. Ze maakte later dat jaar haar Hindi-filmdebuut met Student of the Year 2.

## Filmografie

### Films
| Jaar | Film                  | Rol             | Opmerking            |
| ---- | --------------------- | --------------- | -------------------- |
| 2019 | Student of the Year 2 | Mridula Chawla  |                      |
| 2019 | Marjaavaan            | Zoya Ahmed      |                      |
| 2021 | Tadap                 | Ramisa Nautiyal |                      |
| 2022 | Heropanti 2           | Inaaya Saran    |                      |
| 2022 | Ek Villain Returns    | Aarvi Malhotra  |                      |
| 2023 | Apurva                | Apurva Kashyap  | Disney+ Hotstar film |

### Televisie
| Jaar | Programma                       | Rol                | Opmerking                                |
| ---- | ------------------------------- | ------------------ | ---------------------------------------- |
| 2010 | Big Bada Boom                   | videojockey        |                                          |
| 2012 | Best of Luck Nikki              | Vinnie/ Nina/ Tina | gastoptreden S1 - afl. 24 en S2 - afl.15 |
| 2012 | The Suite Life of Karan & Kabir | Vinita Mishra      |                                          |
| 2013 | Oye Jassie                      | Jaspreet Singh     |                                          |
| 2013 | Shake It Up                     | danseres           | gastoptreden, S1 - afl.7                 |

## Discografie
| Jaar | Nummer         | Mede-zanger(s) | Album              |
| ---- | -------------- | -------------- | ------------------ |
| 2021 | Hum Hindustani | verschillende  |                    |
| 2022 | Shaamat        | Ankit Tiwari   | Ek Villain Returns |